# Thorsten Grönfors
Thorsten Gustav Magnus Henning Grönfors, född 8 augusti 1888 i Lund, död 28 maj 1968 i Stockholm, var en svensk advokat, seglare och tennisspelare som tävlade i Sommar-OS 1912. 
Thorsten Grönfors var son till Gustaf Grönfors. Han avlade mogenhetsexamen i Stockholm 1907 och blev juris kandidat där 1917. Efter anställning på privata advokatbyråer öppnade han 1925 en egen advokatbyrå i Stockholm med trafik- och skadeståndsärenden samt brottmål som specialitet. Åren 1926–1934 var han Kungliga Automobilklubbens jurist.
Han var deltagare i den svenska båten KSSS som slutade på en femteplats i segling i 8-metersklassen under OS 1912. Han deltog också i tennistävlingen under samma OS i singel inomhus, där hon slogs ut i 16-delsfinalen. Han förlorade mot Anthony Wilding som senare vann brons i samma tävling. Han deltog också i singel, utomhus, i samma OS, där han slogs ut med 32 deltagare kvar. I dubbeln under sommar-OS 1912 spelade han med Frans Möller och slogs ut i första rundan. I mixad dubbel deltog han med Annie Holmström och slogs ut i kvartsfinalen.
Grönfors har totalt sju SM-titlar, varav tre i singel inomhus (1913–1915) och fyra i herrdubbel inomhus, alla tillsammans med Frans Möller. Thorsten Grönfors är begravd på Norra begravningsplatsen utanför Stockholm.